# Кредит для юридических лиц
Кредит для юридических лиц — денежный заём, выдаваемый юридическому лицу на определённый срок на условиях возвратности и оплаты кредитного процента. Синоним кредита для юридических лиц — кредит предприятию.

## Виды бизнес-кредита
Есть несколько классификаций 

### Классификация по сроку
- краткосрочные (до одного года),
- среднесрочные (от одного до двух лет),
- долгосрочные (больше двух лет).

### По способу предоставления кредита
- Разовый кредит — зачисление всей суммы кредита полностью на расчетный счет заемщика за один раз, при этом возможность возобновления лимита не предусмотрена.

Единоразовый кредит— это единовременная ссуда на определенный срок и с фиксированным процентом.
- Кредитная линия — предоставление заемщику юридически оформленного обязательства кредитного учреждения выдавать ему в течение некоторого времени кредиты (открыть кредитную линию) в пределах согласованного лимита [3].

Другое определение — это оформленное обязательство, в соответствие с которым банк в течение оговоренного в договоре срока выделяет заемщику кредит в пределах согласованного лимита на условиях, по экономическому содержанию отличающихся от условий договора на разовое (единовременное) предоставление денежных средств .
- Овердрафт [5] — кредит на операционные расходы. Предоставляется при отсутствии или недостаточности средств на расчетных счетах. Общий срок не превышает 6-и месяцев. Срок, на который выдается овердрафт, обычно не превышает 30 дней. Погашение происходит по мере поступления денежных средств на счет компании.

### Классификация, в зависимости от цели кредита
- Кредит на развитие бизнеса [6]. Второе название — на пополнение оборотных средств. Является наиболее простым видом финансирования. Залог не требуется. Процентные ставки зависят от сроков кредитования и размеров кредита. Лимит кредитования устанавливается по отношению к текущему обороту компании.
- Кредит на покупку основных средств.[7]. Кредиты на покупку основных средств, автотранспорта, спецтехники, недвижимости. Погашение происходит равными долями. Залогом выступают товары в обороте, оборудование, автотранспорт, спецтехника, недвижимость, в том числе, приобретаемое на кредитные средства. Требование к заемщику — наличие доходов от предпринимательской деятельности в течение последнего года.
- Коммерческая ипотека. Кредит для покупки нежилых помещений, склада или офиса. Коммерческая недвижимость и является залогом. Отличается высокими процентными ставками по сравнению с жилищной.
- Инвестиционный кредит.[8] Предоставляется под конкретную инвестиционную программу. Срок — от 3 до 10 лет. Заемщик должен предоставить в банк бизнес-план инвестиционного проекта и финансовую отчетность за последние годы. Залог по кредиту — имеющиеся активы.

## Документы, необходимые для получения бизнес-кредита
Открытие ссудных счетов клиентам производится при предоставлении следующих основных документов :
- заявление (подлинник),
- устав коммерческой деятельности (копия),
- бухгалтерский баланс с отметкой о регистрации в налоговой инспекции (копия),
- учредительный договор (копия),
- лицензия или разрешение на коммерческую деятельность (копия).

Все подлинники документов должны быть заверены соответствующими должностными лицами, а копии нотариальными органами с оттисками фирменных печатей. Отметим, что банки могут требовать и другие документы.

## Оценка заемщика
Есть два основных вида оценки .
Объективная система оценки рисков основывается на данных финансовой отчетности.
Субъективная система оценки выделяет следующие главные аспекты:
- качество менеджмента в компании;
- состояние отрасли заемщика;
- рыночная позиция продуктов и услуг заемщика;
- достоверность, качество финансовой отчетности клиента.

## Риски кредитования коммерческих предприятий
Внутренние риски кредитования коммерческих предприятий — те риски, которые связаны с самим сегментом кредитования :
- кредитование предприятий, с которыми банк не имеет опыта предыдущей работы;
- принятие недостаточного залога в качестве покрытия кредита;
- кредитование в больших объемах связанных лиц.

## Текущая ситуация
По данным Центрального Банка, объем требований к нефинасовым негосударственным организациям составил больше 15 триллионов рублей  . За 2006—2009 годы доля кредитов нефинансовым предприятиям в ВВП выросла с 25,2 до 41,2 %, говорится в исследовании «Эксперт РА» .

## Кредитование малого бизнеса
В России выделяется сегмент кредитования малого и среднего бизнеса. По данным «Эксперт РА», в прошлом году объем кредитов, предоставленных малому и среднему бизнесу (МСБ), на 60 % превысил показатель 2009 года, а портфель кредитов вырос на 21,9 % до уровня в 3,2 триллиона рублей. При подсчете объема кредитного портфеля МСБ учитываются не только ссуды юридическим лицам, но и кредиты индивидуальным предпринимателям (сокращённо — ИП).
Интерес банков к этому сегменту объясняется несколькими причинами
- доходность кредитования крупных клиентов стала падать, у крупного бизнеса есть доступ к более дешевому иностранному капиталу;
- снижение процентных ставок, само по себе, создает дополнительный спрос со стороны малого предпринимательства;
- сегмент кредитования крупных клиентов полностью распределен между банками, возможности его роста ограничены;
- возможность кредитования большие компании, как правило, есть исключительно у крупных банков, объем кредитных ресурсов которых сопоставим с потребностями корпораций. В то время как кредитовать малый бизнес могут не только ведущие, но средние и небольшие банки. Это улучшает их позиции на рынке и, таким образом, оказывает положительное влияние на состояние банковской системы;
- необходимо диверсифицировать кредитный портфель и риски по отраслям, типам заемщиков и срокам кредитования.